# Куликов Кирило Борисович
Кири́ло Бори́сович Кулико́в (нар. 22 грудня 1969, Київ) — український політик. Народний депутат України VI скликання.

## Біографічні відомості
Народився 22 грудня 1969 року в місті Києві.
Мати — Тетяна Олександрівна, працювала провідним інженером на кількох великих підприємствах.
Батько — Борис Петрович — офіцер-підводник, згодом — директор НДІ «Квант», в якому розроблялося обладнання і технічні засоби для субмарин.
Одружений. Дружина — Олена Олександрівна.
У сім'ї виховуються двоє синів — Артем (2000 р.н.) та Микита (2003 р.н.).

### Освіта
У 1987 році закінчив середню школу № 57 (з поглибленим вивченням англійської мови) у місті Києві.
У червні 1988 року вступив до Військового Червонопрапорного інституту Міністерства оборони в місті Москва (спеціальність «Міжнародна журналістика»), який закінчив із відзнакою в 1993 році, здобувши кваліфікацію журналіста зі знанням англійської та болгарської мов.
У 2000 році закінчив Національну академії внутрішніх справ України в місті Києві за спеціальністю «Правознавство» та здобув кваліфікацію юриста.
У 2003 році закінчив Київському інституті міжнародних відносин Київського національного університету імені Тараса Шевченка у місті Києві за спеціальністю «Міжнародні економічні відносини» та здобув кваліфікацію магістра міжнародних економічних відносин.
Освіта — вища. 1993 року закінчив Військовий Червонопрапорний інститут МО Російської Федерації, місто Москва. У 1997–2000 роках — слухач Національної академії внутрішніх справ України, місто Київ, спеціальність — «правознавство».

### Трудова діяльність
З вересня 1993 року по квітень 1995 року працював на посаді керівника прес-служби Громадського об'єднання приватних підприємців та власників.
З травня 1995 року по червень 1995 року обіймав посаду референта-перекладача в Акціонерному товаристві "Український інноваційний банк «Укрінбанк».
З червня 1995 року по лютий 1997 року працював на посаді заступника Голови Правління з питань приватизації та інвестицій громадської організації «Київська економічно-політична фундація». У вказаний період працював за сумісництвом на посаді Заступника керівника групи радників Фонду державного майна України з питань приватизації та розвитку фондового ринку від «Price Waterhouse MPP».
З квітня 1997 року по травень 1998 року помічник-консультант народного депутата України від Мелітопольського міського виборчого округу № 186 Запорізької області Угарова І. Ю.
З травня 1998 року по лютий 2005 року очолював Спостережну раду громадської організації «Центр соціальної злагоди». У вказаний період очолював за сумісництвом некомерційне представництво Чеської кампанії «ECM».
З лютого 2005 року по березень 2007 перебував на службі в органах внутрішніх справ України на посаді керівника Національного центрального бюро Інтерполу в Україні. Найрезонанснішою справою, яку здійснив український «Інтерпол» під керівництвом Куликова, став арешт і екстрадиція в Україну Олександра Шахова (більш відомого під прізвищем Волконський), організатора київської афери з нерухомістю фірми «Еліта-Центр».
З квітня 2007 року по серпень 2007 року виконувач обов'язків, а з серпня 2007 року по жовтень 2007 року — заступник Голови політичної партії «Вперед, Україно!» з міжнародних питань.
З листопада 2007 року до жовтня 2012 року народний депутат України у Верховній Раді України VI скликання. Обраний на посаду голови підкомітету з питань діяльності Рахункової палати та контролю за виконанням державного бюджету Комітету Верховної Ради України з питань бюджету.

## Політична та громадська діяльність
Під час президентської кампанії 1994 року працював в команді віце-прем'єра і міністра економіки Володимира Ланового.
Після виборів навчався у США за програмою Ліги молодих політичних лідерів. Впродовж шести місяців брав участь у різних тамтешніх виборчих кампаніях — від сенатора у штаті Міссурі до мера Нью-Йорку.
Під час Помаранчевої революції у 2004 році, активним учасником якої був, познайомився з Юрієм Луценком.
Разом з Луценком займався випуском газети «Грані», брав активну участь у штабній роботі під час парламентських виборів. 2007 року став народним депутатом України від блоку «Наша Україна» — «Народна Самооборона» (№ 57 у списку). У 2010 році вийшов із «Народної Самооборони».
З грудня 2007 року по січень 2010 року радник Міністра внутрішніх справ України на громадських засадах.
У період з 2007 по 2010 роки Голова Тимчасової слідчої комісії Верховної Ради України з питань розслідування обставин порушення Конституції України, Земельного кодексу України, інших законів України та прийняття протиправних рішень Київською міською радою.
З 2007 року дотепер член Міжпарламентської комісії з співробітництва Верховної Ради України та Федеральних Зборів Російської Федерації; член Постійної делегації у Парламентському вимірі Центральноєвропейської ініціативи; член групи з міжпарламентських зв'язків із Республікою Чилі; член групи з міжпарламентських зв'язків з Ісламською Республікою Афганістан; член групи з міжпарламентських зв'язків з Республікою Іран.
Як депутат Верховної ради брав активну участь у боротьбі з незаконними забудовами в місті Києві, надавав юридичну підтримку судових процесів, особисто організовував і брав участь у масових заходах мешканців, звертався до компетентних державних органів з метою припинення незаконних забудов, забезпечував відновлення звільнених від забудови земельних ділянок та їх благоустрій. Зокрема, відстоював інтереси територіальної громади та міста на наступних будівельних об'єктах: Гончара, 17/23; Прорізна, 3/5; Пейзажна алея; Стрілецька, 10/1; вул. Пирогова/Б.Хмельницького, 2/3; Б.Хмельницького, 7/20; Пирогова, 2/37; Маяковського, 40-52; Книгарня «Сяйво» (вул. Червоноармійська, 6).
Активно сприяв зменшенню кількості бланків суворої звітності, які виготовляються концерном ЄДАПС, вимагав відсторонення концерну як комерційного посередника від виготовлення закордонних паспортів, що значно зменшило б їх вартість для громадян України.
З 2007 року по 2010 рік голова Правління громадської організації «Я-КИЯНИН».
У серпні 2012 року зареєстрований кандидатом по округу № 212 (м. Київ) у народні депутати України.